# Ганаим, Масуд
Масуд Ганаим (ивр. מסעוד גנאים‎; род. 14 февраля 1965 года, Израиль) — израильский политик, депутат кнессета 19-го созыва от фракции «Объединенный арабский список».
Масуд Ганаим родился в арабской семье, в Израиле. Получил степень бакалавра в области истории Ближнего Востока в университете Хайфы. В 1999—2003 годах работал генеральным директором культурного центра в Сахнине. После чего перешел на работу в муниципалитет Сахнина и оставался его членом до 2005 года.
Опубликовал несколько книг. Кроме того было опубликовано множество статей Ганаима в арабоязычных газетах.
Перед выборами в кнессет 18-го созыва занял четвёртое место в партийном списке «PAAM» в кнессет и после выборов занял депутатское кресло, так как партия получила в кнессете четыре мандата. Работал в комиссии по образованию, культуре и спорту и комиссии по делам второго управления радио и телевещания. Кроме того, вошел в состав лобби в интересах общества и окружающей среды, лобби по борьбе с расизмом и лобби по продвижению статуса учителя в Израиле.
В мае 2010 года в интервью одной из арабских газет Ганаим высказал мысль, что Израиль должен стать частью единого великого Исламского Халифата.
Ганаим женат, имеет троих детей, проживает в Сахнине. Помимо иврита, владеет арабским и английским языками.